# عقوبة الإعدام في بابوا غينيا الجديدة
تعدّ عقوبة الإعدام (الحكم بالموت أو حكم الإعدام) في بابوا غينيا الجديدة (PNG) المعروفة أيضاً باسم دولة بابوا غينيا الجديدة المستقلّة، نوعاً قانونيّاً من أنواع العقوبات. لكن، وبالرغم من مشروعيّتها، فإنّ عقوبة الإعدام لم تُطبّق في البلاد منذ أكثر من ستّين عاماً، فقد نُفّذت آخر عمليّة إعدام معروفة في بابوا غينيا الجديدة في الفترة التي كانت تخضع فيها البلاد للإدارة الاستعماريّة الأستراليّة، وتمّ تنفيذها بطريقة الشنق حتّى الموت في العاصمة بورت مورسبي في شهر نوفمبر/ تشرين الثاني من عام 1954.

## تاريخ
قامت جميع البلدان المنتسبة لمنظّمة منتدى جزر المحيط الهادئ (عدى دولة بابوا غينيا الجديدة) إمّا بإلغاء عقوبة الإعدام بالكامل أو بالامتناع عن فرضها لعقودٍ عديدة. شهدت عقوبة الإعدام في بابوا غينيا الجديدة تقلّبات عبر العصور، وأصبحت هشّة في السنوات الأخيرة.
بدت بابوا غينيا الجديدة وأنّها قد حافظت على «الوقف الفعليّ وطويل الأمد» لعقوبة الإعدام، وهو ما تمّ إقرارة كقانون فيما بعد، فقد ألغت بابوا غينيا الجديدة عقوبة الإعدام بالكامل في عام 1970، وذلك في الوقت الذي كانت تخضع فيه البلاد لحكم أستراليا الاستعماريّ. اتّخذت بابوا غينيا الجديدة في عام 1973 أولى الخطوات نحو الاستقلال وبدأ نظام الحكم الذاتيّ بالسريان في البلاد. تخلّت أستراليا في عام 1975 عن سلطتها على بابوا غينيا الجديدة، ممّا سمح للبلاد بالمضيّ قدماً في تحقيق الاستقلال التامّ.
أعادت حكومة بابوا غينيا الجديدة في شهر أغسطس/ آب من عام 1991 تطبيقَ عقوبة الإعدام من خلال إجراء تعديل على القانون الجنائيّ الصادر في عام 1974، واقتصر تطبيق العقوبة على حالات القتل العمد، حتّى أنّه لم يكن إلزاميّاً بحيث كان تحديد العقوبة يرجع إلى «تقدير القاضي». قوبلت إعادة (تطبيق عقوبة الإعدام) إلى التشريعات القانونية في البلاد بردود متباينة، ليس على صعيد بابوا غينيا الجديدة فحسب، وإنّما على مستوى العالم بأسره. برّرت الحكومة قرارها بإعادة تطبيق الحكم بالموت بتلبيتها للرأي العامّ الذي طالب بوجود رادع للسلوك العنيف، ووفقاً لبرنار ناروكوبي (وزير العدل في البلاد في ذلك الوقت) «لقد عكس هذا القرار غضب المجتمع واشمئزازه من الجرائم الجنائيّة البشعة». على الرغم من دعم ناروكوبي لمجتمعات بابوا غينيا الجديدة بالتعبير عن آرائهم، فقد أوضح أنّه لم يكن مؤيّداً للتحرّك نحو إعادة تطبيق عقوبة الإعدام. بيد أنّ رئيس وزراء البلاد في ذلك الوقت رابي ناماليو قد ارتأى أنّ التدهور الخطير في تنفيذ القوانين والنظام يشكّل تهديداً لمستقبل البلاد ويجب التصدّي له. وخلافاً لذلك، فقد كانت هناك معارضة قويّة لإعادة تطبيق عقوبة الإعدام. اعترفت منظّمة الفو الدوليّة بأنّ بابوا غينيا الجديدة قد عالجت تدهور القانون والنظام بطرقٍ أخرى، وأعلنت المنظّمة بأنها «تعارض عقوبة الإعدام في جميع الحالات دون استثناء لأنّها تشكّل انتهاكاً لحقّ الإنسان بالحياة».
أجرى مانفريد نواك في عام 2010 مراجعة شاملةً لاستخدام بابوا غينيا الجديدة لـ «التعذيب أو غيره من التعاملات أو العقوبات العنيفة أو الّلاإنسانيّة أو المهينة»، وأوصى بعدها باتّخاذ البلاد لخطواتٍ فوريّة لإلغاء عقوبة الإعدام. افترح نواك أيضاً أن تصبح بابوا غينيا الجديدة طرفاً في العهد الدوليّ الخاصّ بالحقوق المدنيّة والسياسيّة (the ICCPR) الذي يهدف إلى إلغاء عقوبة الإعدام في جميع أنحاء العالم.
اتّخذت بابوا غينيا الجديدة في شهر مايو/ أيّار من عام 2013 خطواتٍ جديدة لإعادة إحياء تطبيق عقوبة الإعدام، حيث تمّ تعديل بعض التشريعات بهدف تشديد العقوبات المفروضة على مجموعة متنوّعة من الجرائم الجنائيّة. أقرّت الحكومة في بابوا غينيا الجديدة –بعد فشل ردع ارتكاب جرائم جنائيّة في أعقاب تعديل القانون الجنائيّ لعام 1991– تعديلاً آخر للقانون الجنائي. كانت عقوبة جرائم «الخيانة، والقرصنة، والشروع في أعمال القرصنة» بموجب الإصدارات السابقة من القانون الجنائي في بابوا غينيا الجديدة هي الإعدام، أضاف تعديل عام 2013 إلى تلك الجرائم جرائم الاغتصاب، والسرقة، والقتل العمد«، وبنفس الوقت فقد ألغت الحكومة قانون السحر لعام 1971، وبالتالي فقد أصبحت عقوبة القتل المرتبط بالشعوذة هي الإعدام أيضاً. صرّح رئيس وزراء بابوا غينيا الجديدة (السابق والحالي) بيتر أونيل بأنّ» القوانين المقترحة هي قوانين صارمة لكنها ضرورية. فمن الواجب علينا أن نعالج الوضع الذي يدمّر بلدنا. دخلت التعديلات الدستوريّة حيّز التنفيذ في 18 سبتمبر/ أيلول من عام 2013.

## الأحداث التي وقعت مؤخّراً
أشارت الإجراءات التي اتّخذتها بابوا غينيا الجديدة خلال عام 2014 إلى اقتراب البلاد من إعادة تنشيط عقوبة الإعدام منذ إعادة العمل بها في عام 1991 وتوسيع نطاقها في عام 2013. ناقشت لجنة الإصلاح الدستوري عقوبة الإعدام في ندوة عامّة عُقدت في شهر نوفمبر/ تشرين الثاني من عام 2014 بعد التقرير المُقدّم إلى حكومة بابوا غينيا الجديدة حول أفضل الأساليب لتنفيذ عقوبة الإعدام.
أشار وزير العدل والنائب العامّ في بابوا غينيا الجديدة «لورانس كالينو» في الخامس من شهر فبراير/ شباط من عام 2015 إلى وجود 13 شخصاً في البلاد استنفذوا كلّ سبل الاستئناف المتاحة لهم وينتظرون تنفيذ حكم الإعدام بحقّهم على أن يتمّ التنفيذ في نفس السنة. أكّد كالينو أيضاً أنّ حكومة بابوا غينيا الجديدة قد «وافقت على لجنة مشتركة بين المؤسّسات للإشراف على تنفيذ عقوبة الإعدام». سيتمّ بناء منشأة جديدة داخل سجن بومانا في بورت مورسبي لتلائم تنفيذ عمليّات الإعدام لـ 13 شخصٍ محكوم عليهم بالإعدام حاليّاً. تعتبر بابوا غينيا الجديدة، وتونغا آخر البلدان الواقعة في قارّة أوقيانوسيا والتي لم تلغِ عقوبة الإعدام حتّى الآن، ومن المرجّح أن يتمّ إلغاء العقوبة منها في عشرينيّات القرن الحالي (القرن الحادي والعشرين).

## حالات

### تشارلز بوغابا أومبوسو
أصبح تشارلز بوغابا أومبوسو في 20 فبراير/ شباط من عان 1995 أوّل شخص يُحكم عليه بالموت بعد إعادة فرض عقوبة الإعدام في بابوا غينيا الجديدة في عام 1991، وذلك بعد إطلاقه النار على والد فتاة قام سابقاً باغتصابها ممّا تسبّب بمقتله في بلدة بوبونديتا الواقعة في مقاطعة أورو (المعروفة باسم المقاطعة الشماليّة). حصل أومبوسو في شهر أبريل/ نيسان من عام 1995 على براءته، وذلك بعد أن خلصت المحكمة العليا إلى أنّ تصرّف أومبوسو كان بدافع الدفاع عن النفس. أعرب نقّاد عقوبة الإعدام –على خلفيّة قضيّة أومبوسو– عن قلقهم من احتمال أن يهدّد هذا النوع من العقوبة حياة أشخاصٍ أبرياء. تمّ منذ عام 1995 إصدار عددٍ من أحكام الإعدام في بابوا غينيا الجديدة، دون أن يتمّ تنفيذ أيٍّ منها لعدم وجود قوانين خاصّة تنظّم عمليّة الإعدام. 

### ستيفين لوك أوم
في الثاني من شهر ديسمبر/ كانون الأوّل في عام 1995، قدّم ثلاثة أشخاصٍ –من أصل مجموعة مكوّنة من 9 أشخاصٍ قامت بخطف امرأةٍ وقتلها بوحشيّة– بتقديم الطعون. اعتبر قاضي التحقيق حينها أنّ معطيات القضيّة تتوافق مع أسوأ أنواع القتل العمد، وهو ما دفعه إلى الحكم بالموت على جميع مُقدّمي الطعون. كانت القضيّة في دعوى الاستئناف هي فيما إذا كان قاضي التحقيق قد أخطأ في التوصّل إلى نتيجته بفرض عقوبة الإعدام على مقدّمي الطعون، أم لا، وكان السؤال الجوهري هو: هل كانت هناك «ظروف تخفيفيّة أو عوامل مخفّفة تستدعي الحكم بعقوبة أقلّ من عقوبة الإعدام» أم لا. ألغت المحكمة العُليا في بابوا غينيا الجديدة أحكام الإعدام المفروضة على المُستأنفين، وخَلُصت إلى أنّ «البرلمان قد يرغب في البحث في توصيف أنواع الظروف المشدّدة للعقوبة في قضايا القتل العمد التي تستوجب الحكم بالإعدام» دون أي إرشادات إضافيّة من التشريع. أو حتّى توضيح متى تكون «الظروف المخفّفة» مناسبة.